# Isabel I de Castella
|  | Per a altres significats, vegeu «Isabel de Castella (desambiguació)». |

Isabel I de Castella o Isabel la Catòlica (Madrigal de las Altas Torres, Regne de Castella, 22 d'abril de 1451 - Medina del Campo, 26 de novembre de 1504) fou reina de Castella (1474-1504), reina consort de Sicília (1469-1504) i d'Aragó (1479-1504).

## Família
Va néixer el 22 d'abril de 1451 sent la filla més petita del rei Joan II de Castella i de la seva segona esposa Isabel de Portugal. Era neta per línia paterna d'Enric III de Castella i Caterina de Lancaster, i per línia materna de l'infant Joan de Portugal i Isabel de Bragança. Així mateix fou germanastra del seu predecessor al tron castellà Enric IV de Castella.
Es va casar a la catedral de Valladolid el 19 d'octubre de 1469 amb Ferran d'Aragó, fill de Joan II d'Aragó i Joana Enríquez. D'aquest matrimoni nasqueren:
- la infanta Isabel d'Aragó (1470-1498), casada amb Alfons de Portugal i el 1497 amb Manuel I de Portugal
- l'infant Joan d'Aragó (1478-1497), príncep d'Astúries i casat el 1497 amb Margarida d'Àustria
- la infanta Joana I de Castella (1479-1555), reina de Castella, casada el 1496 amb Felip el Bell
- la infanta Maria d'Aragó (1482-1517), casada el 1500 amb Manuel I de Portugal
- la infanta Caterina d'Aragó (1485-1536), casada el 1509 amb Enric VIII d'Anglaterra

## Joventut
Quan el seu pare Joan II va morir el 1454, el seu germà gran Enric IV de Castella va heretar la corona castellana. En ascendir al tron, Enric IV va manar tancar els seus germanastres i l'última esposa del seu pare al castell d'Arévalo, on Isabel de Portugal finalment morí.
Enric IV es casà el 1440 amb Blanca II de Navarra però aquesta unió, sense descendents, fou anul·lada el 1453. Llavors es tornà a casar el 1455 amb Joana de Portugal, amb la qual tingué la infanta Joana de Castella anomenada la Beltraneja.
El 1461, Isabel i el seu germà Alfons foren convocats a la cort, per tal de tenir un control més directe del rei Enric IV. El rei Enric patí les revoltes de la noblesa, la qual ja havia donat l'esquena al seu pare Joan II, i mitjançant les Corts de Burgos es va veure obligat a nomenar el seu germanastre, Alfons de Castella, hereu del regne amb el títol de príncep d'Astúries. Amb el naixement de la filla d'Enric, Joana, els nobles van veure bé la unió matrimonial d'aquesta amb Alfons, i el rei acceptà per posar fi a les hostilitats. Però uns dies després canvià d'opinió i es feu enrere.
Els nobles, sota control d'Alfons de Castella, van veure en aquest l'hereu autèntic i s'enfrontaren amb el rei a la batalla d'Olmedo de 1467. Aquesta batalla conclogué amb la mort d'Alfons, de catorze anys, i els nobles van convertir Isabel en la seva esperança de poder. Ella però, va refusar aquest suport i va reconèixer Enric IV com a rei de Castella, a condició de ser nomenada ella princesa d'Astúries i, per tant, hereva legal del regne. Isabel havia fet córrer la veu arreu del país que la filla d'Enric no era filla seva, sinó de les relacions extramatrimonials de la seva esposa amb Beltrán de la Cueva, d'aquí el sobrenom de la Beltraneja. Enric va haver de firmar el Tractat dels Toros de Guisando, pel qual sa germana Isabel de Castella fou designada princesa d'Astúries i la seva hereva legítima. i va reservar una prerrogativa en aquest pacte entre els dos germans, així el rei tenia el privilegi de refusar qualsevol matrimoni d'Isabel que ell no veiés amb bons ulls. El 1467 el rei va disposar el seu matrimoni amb Pedro de Calatrava, però aquest no fou del gust d'Isabel i ella va resar perquè el casament no arribés a celebrar-se: el promès va morir uns dies abans de l'enllaç. El matrimoni secret d'Isabel amb Ferran el Catòlic el 1469 va fer trencar el pacte i Enric IV nomenà Joana la Beltraneja filla legítima i, per tant, hereva del regne amb el títol de princesa d'Astúries.

## Ascens al tron
A la mort d'Enric IV de Castella l'11 de desembre de 1474 Isabel va saber actuar ràpidament. Ella es va coronar a si mateixa reina de Castella tres dies més tard a l'Alcàsser de Segòvia.
Es creu que Isabel va voler casar-se amb el seu germà per accedir més ràpid al tron però ell no ho va consentir 
Alhora que ella i el seu marit Ferran d'Aragó reorganitzaven la Cort, el rei Alfons V de Portugal casat amb Joana la Beltraneja va travessar la frontera i va declarar la seva esposa hereva legítima al tron. El 1476 les tropes castellanes s'enfrontaren a les portugueses a la batalla de Toro, on Alfons i Joana perderen totes les seves opcions al tron en perdre la batalla.
El 1479, Joan II d'Aragó va morir i Ferran d'Aragó va esdevenir rei d'Aragó amb el nom de Ferran II d'Aragó.
El 1480, la parella van convocar les Corts de Toledo on sota la supervisió de cinc consells reials i de 34 representants civils es van dictar un còdex de lleis i edictes que serviria de base legal per a la unió dels dos regnes futurs. Es va establir la centralització del poder en els reis i va fixar la base per a la reforma econòmica i judicial dels regnes. Com a part d'aquesta reforma, i en idea d'unificar els dos regnes, van demanar conjuntament al Papa Sixt IV la creació de la Santa Inquisició, esdevenint Tomàs de Torquemada el primer inquisidor general a Sevilla l'any 1483.

## L'any 1492

### La conquesta de Granada

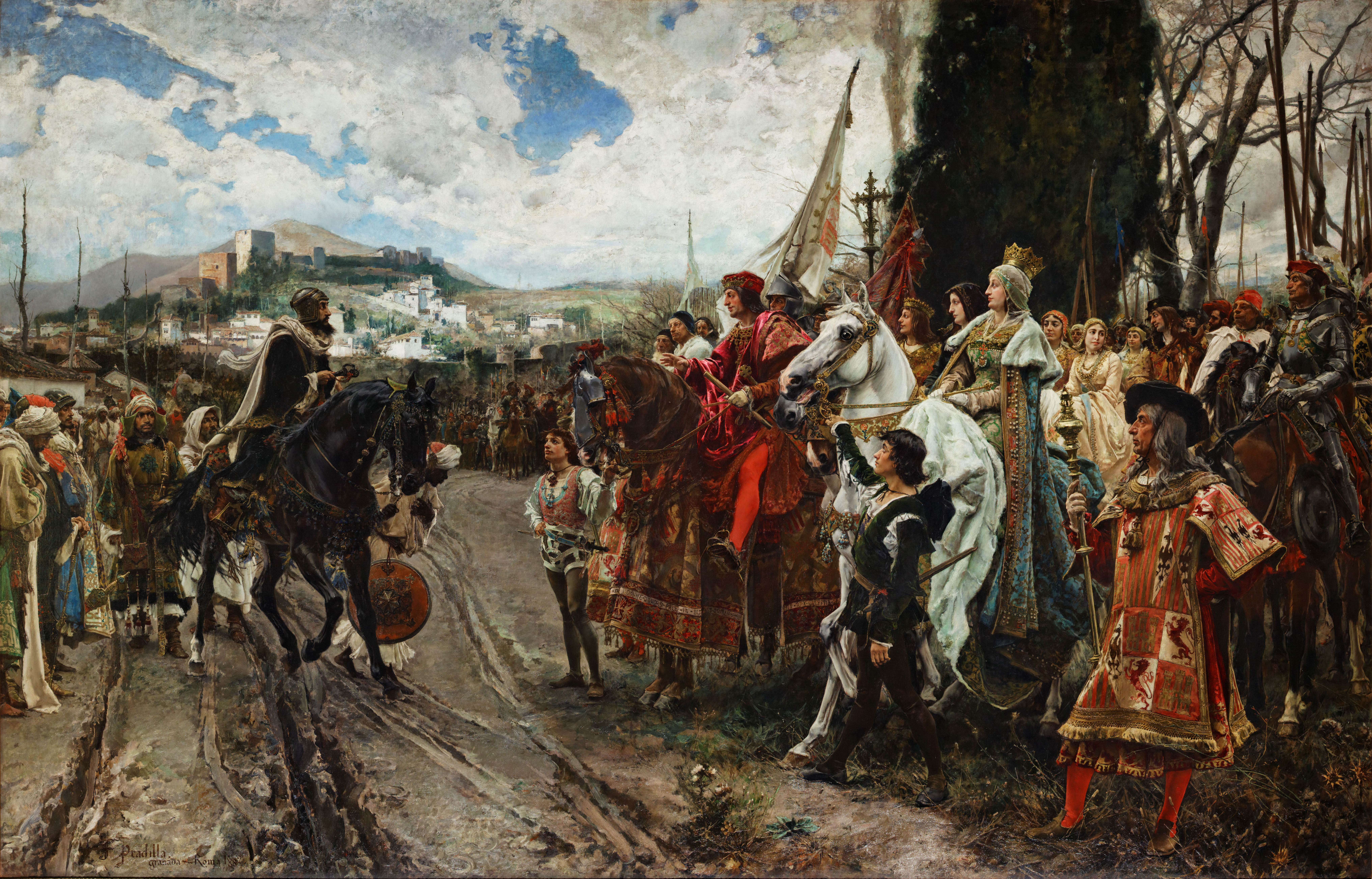
La Capitulació de Granada de F. Padilla: Boabdill a l'esquerra davant els Reis Catòlics

La conquesta del Regne de Granada va durar deu anys. Aquest Regne es creà arran de la invasió musulmana del segle viii, i protegit per les barreres naturals i les ciutats emmurallades, havia aguantat el llarg procés de la Reconquesta.
El cabdill Boabdil fou capturat en una ocasió però els mateixos monarques el deixaren lliure permetent-li assumir de nou el regne. Per a la conquesta del Regne, que es va fer poble per poble, els reis van reclutar mercenaris d'arreu d'Europa i es van dotar de la millor artilleria amb els últims avenços en els canons.
El 1485, va posar setge a Ronda que es va entregar després d'un bombardeig intens. L'any següent fou ocupada la Loja i Boabdill fou tornat a capturar, per ser alliberat novament. Les conquestes s'anaren succeint, Màlaga el 1487 i Baza el 1489.
El setge de Granada s'inicià el 1491. El campament castellà fou destruït accidentalment en un foc i la reina va manar reconstruir-lo en forma de creu i pintat de blanc, lloc anomenat avui en dia Santa Fe. A finals d'any Boabdil es va entregar als soldats i el 2 de gener de 1492 Isabel i Ferran d'Aragó van entrar a la ciutat per rebre les claus.
Pel tractat signat el 1493 es reconegueren els drets religiosos islàmics dels granadins per part dels reis, però aquest tractat no es va complir.

### Cristòfor Colom i el descobriment d'Amèrica

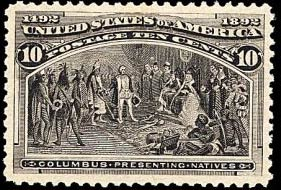
Cristòfor Colom davant Isabel i Ferran

La reina Isabel va refusar la idea de Cristòfor Colom de la navegació cap a les Índies vers l'oest, fins a tres vegades abans de canviar d'idea. Les condicions de Colom, el seu nomenament d'almirall i governador de les terres descobertes per a ell i els seus descendents, així com el deu per cent dels beneficis van ser acceptades pels reis.
Finalment la reina Isabel va creure en els projectes de Colom i malgrat les moltes crítiques i reaccions adverses de polítics de la cort, en part va finançar amb les seves joies el viatge que portaria al descobriment d'Amèrica.
L'expedició de Colom vers les Índies va salpar el 3 d'agost del port de Palos de la Frontera (Huelva) i va descobrir, no les Índies, sinó el nou continent d'Amèrica el 12 d'octubre de 1492. Al seu retorn a la península va ser rebut pels reis a Barcelona i va presentar els seus resultats del descobriment davant els monarques: indígenes i or foren mostrats, i a Colom se'l va rebre com un heroi.
El Regne de Castella es va incorporar així a l'exploració i la colonització del nou territori. El 1494 va firmar amb el Regne de Portugal el Tractat de Tordesillas, un tractat d'objectius modestos (es tractava de repartir-se zones de pesca i navegació amb els portuguesos. De fet encara no es coneixia la importància del viatge de Colom) però que, en anys posteriors, va tenir com a resultat que Castella i Portugal es van repartir el món.
Isabel va intentar defensar els aborígens americans davant els abusos dels colons castellans, per això el 1503, va establir la Secretaria dels Assumptes Indis, que més endavant es convertí en el Consell Suprem d'Índies.

### Expulsió dels jueus
Amb la instauració de la Santa Inquisició amb el frare dominic, i el convers Tomàs de Torquemada com a primer general inquisidor, els monarques catòlics van fixar una política de "neteja religiosa". El 31 de març de 1492 es va dictar el Decret de l'Alhambra per a l'expulsió dels jueus. Aproximadament 200.000 persones va ser expulsades del Regne de Castella i de la Corona d'Aragó, mentre que els que es van quedar es convertiren al cristianisme (conversos o cristians nous) i foren investigats constantment per la Inquisició.
Per les Capitulacions de Granada, la zona de Granada conquerida fou destinada als musulmans que tenien llibertat de culte reconeguda pel tractat. Però en 1502 s'instaurà una política de conversió forçosa sobre els mudèjars, que es convertiran en moriscos i finalment d'expulsió dels mateixos musulmans.

## Els últims anys
Ferran, el 1496, va rebre el títol de Catòlic atorgat pel Papa Alexandre VI i, com a consort, s'aplicà també a Isabel, que va fer de la defensa de la fe catòlica, un motiu principal del seu regnat.

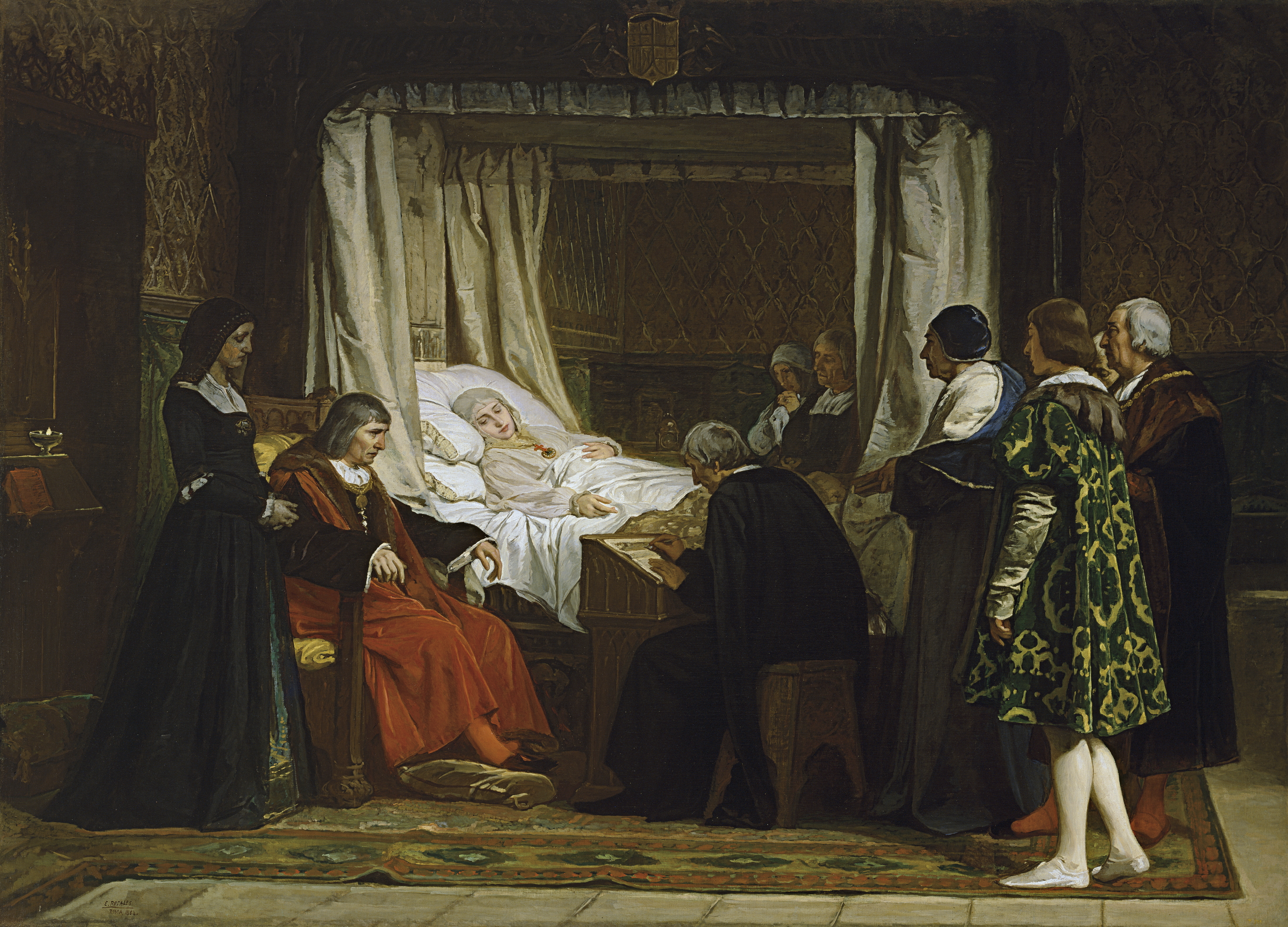
La Voluntad de la Reina Isabel, d'Eduardo Rosales. A l'esquerra: Joana i Ferran el Catòlic, a la dreta: el Cardenal Cisneros (amb capell negre)

Va crear la Santa Germandat, cos de policia per a la repressió del bandidatge, creant unes condicions molt més segures per al comerç i l'economia de Castella.
Aquests fets històrics moguts tant per interès polític com a religiós, van ser molt importants i van donar un gir al que havia estat fins llavors una part de la península dividida en diversos regnes. Llavors, els portuguesos es consideraven també part d'Espanya, ja que fins aleshores, Espanya només era el nom modern de la península Ibèrica, la Hispània romana. De fet, els Reis Catòlics mai van prendre el títol de reis d'Espanya. Els Reis Catòlics van crear un vast imperi i els últims anys del seu regnat, Isabel els va dedicar a l'administració i a la política. Així va treballar per lligar la Corona Hispànica a les altres cases regnants d'Europa.
Isabel va morir el 26 de novembre de 1504. Els títols de la reina catòlica van passar a la seva filla Joana I de Castella i al seu marit Felip el Bell. A la mort d'aquest últim Joana fou declarada incapaç de regnar per "bogeria" i fou nomenat hereu el fill d'aquesta, Carles I, que tingué la regència del seu avi Ferran el Catòlic fins al 1516.
En el seu testament va deixar dit que els seus successors havien d'esforçar-se a conquistar per al cristianisme el Nord d'Àfrica, seguint la reconquesta peninsular, però el descobriment d'Amèrica va fer que els esforços dels regnes castellans s'allunyessin d'aquest objectiu.
Està enterrada a la Capella Reial de Granada, feta construir pel seu net l'emperador Carles V, al costat del seu marit Ferran; la seva filla Joana i el marit d'aquesta, Felip; i el seu net mort als dos anys, Miquel de Portugal.

## Veneració i procés de santificació
El zel religiós de la reina i que morís en llaor de santedat ha fet plantejar en alguns moments la seva beatificació per l'Església catòlica. En començar el segle xx es va proposar, i es va iniciar el 1958 per l'arxidiòcesi de Valladolid, amb el suport d'altres bisbats espanyols i hispanoamericans. Es va qüestionar, però, per altes sectors, que apuntaven la seva intolerància religiosa i l'expulsió dels jueus o a l'exaltació que n'havia fet el franquisme i que en va distorsionar la imatge. La seva causa de beatificació és oberta, però sense resoldre. Mentrestant, en 1974 la diòcesi de Valladolid la va proclamar serventa de Déu.
Des d'un punt de vista religiós, Isabel havia estat educada en el cristianisme i ella mateixa n'havia estat molt devota. En accedir al tron, va consagrar el regne a Déu i va jurar fidelitat a l'Església. Va afavorir els ordes religiosos i va donar suport a l'evangelització dels nous territoris conquerits a Amèrica. Durant la primera etapa del seu regnat, la seva actitud davant els jueus va ser més tolerant, però a partir, sobretot, de la conquesta de Granada i de la consolidació de la Inquisició a la corona de Castella, van ser perseguits i obligats a convertir-se, fins a l'expulsió. Això, des del punt de vista del cristianisme de l'època, era una fita que consagrava el triomf de la fe al regne, per la qual cosa la reina era considerada com una abanderada.
També s'argumenta en favor d'aquesta santedat, la seva política americana, que volia evitar l'esclavitud dels indígenes promovent-ne la conversió (sovint forçada) i el mestissatge.

## Aparició en obres de creació
Per la seva rellevància històrica, Isabel I apareix com a personatge en diverses obres de creació.

### Teatre
- El mejor mozo de España (1610) i El cerco de Santa Fe (ca. 1597), comèdies de Lope de Vega on la reina n'és protagonista
- Los comendadoes de Córdoba (1596), Los hechos de Garcilaso de la Vega y moro Tarfe (1597), Las Batuecas del Duque de Alba (ca. 1600), El niño inocente de La Guardia, de Lope de Vega, sobre l'expulsió dels jueus, El hidalgo Bencerraje (1599-1608), El caballero de Illescas (1602), El príncipe perfecto, El nuevo mundo descubierto por Cristóbal Colón (ca. 1600), La hermosura aborrecida, Las cuentas del Gran Capitán, Fuente Ovejuna (1611), El piadoso aragonés, comèdies de Lope de Vega on apareix la reina.
- La luna de la sierra i La serrana de La Vera, comèdies de Luis Vélez de Guevara, ca. 1615
- Antona García, El amor médico i Doña Beatriz de Silva, comèdies de Tirso de Molina
- La niña de Gómez Arias, de Pedro Calderón de la Barca
- Isabel la Católica, drama de Tomás Rodríguez Rubí (1843)
- Las dos reinas, drama d'Eusebio Asquerino (1854)
- La corona de Castilla, drama de Vicente Barrantes (1858)
- Trifulkes de la Katalana Tribu, de Víctor Alexandre (2009)
- Feísima enfermedad y muy triste muerte de la reina Isabel de Joan Yago (2010)

### Narrativa
- Doña Isabel la Católica, novel·la de Manuel Fernández y González (1851)
- Isabel primera: novela histórica de Francisco J. Orellana (1854)
- La cruz de la reina, novel·la de Lawrence Schoonover (1956)
- Isabel, camisa vieja, novel·la de Fernando Vizcaíno Casas
- Los perros del paraíso, novel·la d'Abel Posse (1987)
- ¡Paso a la reina Isabel! novel·la infantil de Mª Dolores Pérez-Lucas (1990)
- Ferdinand und Isabella, novel·la de Ferdinand Kesten
- Isabel jewel of Castilla, novel·la de Carolyn Meyer
- Yo, la reina: la apasionante historia de Isabel I de Castilla, la reina Católica, novel·la de Susan Hastings
- Isabel, reina de América, novel·la de Sorkunde Francés Vidal
- Isabel, la reina, trilogia de novel·les d'Ángeles de Irisarri
- Isabel la Católica: grandeza, carácter y poder, història novel·lada de Cristina Hernando Polo
- Isabel la católica: confesión de una reina, novel·la d'Aroní Yanko
- Yo, Isabel la Católica, narrativa de César Vidal (2005)

### Obres musicals
- Ferdinand und Isabella, òpera de Georg Philipp Telemann (1703)
- Una cosa rara, òpera de Vicenç Martín i Soler (1786), amb una trama amorosa situada al seu regnat i on apareix com a Regina Isabel, amb veu de soprano.
- La conquista di Granata, òpera d'Emilio Arrieta (1850); contralt
- L'ebreo (Lida di Granata), òpera de Giuseppe Apolloni (1855); soprano
- Columbus, òpera amb música de František Škroup (1855); mezzosoprano
- Cristoforo Colombo, òpera amb música d'Alberto Franchetti i llibret de Luigi Illica (1892); la reina Isabel és una soprano
- Cristoph Colomb, òpera amb música de Darius Milhaud i text de Paul Claudel (1928); soprano
- Columbus, Bericht und Bildnis, òpera per a ràdio de Werner Egk (1932); soprano
- L'Atlàntida, cantata escènica de Manuel de Falla i Ernesto Halffter (1927-1947 i 1950-1961); soprano
- Kolumbus, òpera de Karl-Rudi Griesbach (1958); mezzosoprano
- Cristóbal Colón, òpera de Lleonard Balada amb text d'Antonio Gala (1989); soprano

### Pel·lícules
- Columbus (1923), dirigida per Edwyn Hollywood; reina interpretada per Dolores Cassinelli
- La carabela de la ilusión (1945), dirigida per Benito Perojo; reina interpretada per Pilar Muñoz
- Fuenteovejuna (1947), d'Antonio Román; reina: Lina Yegros
- Christophe Colomb (1949), de David MacDonald; reina: Florence Eldridge
- Alba de América (1951), de Juan de Orduña; reina: Amparo Rivelles
- La espada negra (1976), de Francesc Rovira-Beleta; reina: |Maribel Martín
- Cristóbal Colón, de oficio... descubridor (1982), paròdia de Mariano Ozores; reina: Fiorella Faltoyano
- Juana la loca... de vez en cuando (1983), paròdia de José Ramón Larraz; reina: Lola Flores
- Bye Bye Columbus (1991), de Peter Barnes, pel·lícula per a TV; reina: Harriet Walter
- 1492: the conquest of Paradise (1992), de Ridley Scott; reina: Sigourney Weaver
- Christopher Columbus: the discovery (1992), de John Glen; Rachel Ward
- Carry on Columbus (1992), de Gerald Thomas; June Whitfield
- Isabel of Castille: The Royal Diaries (2000), de William Freud; reina: Lisa Jakub
- Juana la Loca (2001), per Vicente Aranda; reina: Susi Sánchez
- La reina Isabel en persona (2006), per Rafael Gordon; reina: Isabel Ordaz

### Sèries de televisió
- Cristóbal Colón (1968) (TVE i RAI), de Vittorio Cottafavi; reina: Aurora Bautista
- Christopher Columbus (1985) (Lorimar i Antenne 2), d'Alberto Lattuada; reina: Faye Dunaway
- Réquiem por Granada (1990), TVE
- True adventures of Christopher Columbus (1992) (BBC), dirigida per Patrick Barlow i Philip Bonham-Carter; Miranda Richardson
- Memoria de España (2004), TVE
- Isabel (2012-2013), TVE